# Wiewiórka ognistobrzucha
Wiewiórka ognistobrzucha (Sciurus igniventris) – gatunek gryzoni z rodziny wiewiórkowatych zamieszkujący nizinne lasy Amazonii: w Brazylii, Kolumbii, Ekwadorze, Peru i Wenezueli. Specjalizuje się w dużych orzechach z bardzo grubym i twardym endokarpem.
W 2008 został zaliczony przez IUCN do gatunków najmniejszej troski ze względu na szerokie rozpowszechnienie. Po pięciu latach status miał być ponownie oceniony ze względu na postępującą utratę i fragmentację siedlisk.